# إيهود يعاري
إيهود ياري (بالعبرية: אהוד יערי‏) (بالعبرية:אֶהוּד יָעָרִי) هو صحفي إسرائيلي ولد سنة 1945 متخصص في قضايا الشرق الأوسط. أجرى مقابلات مع عدد من الشخصيات المهمة والمرتبطة بالصراع العربي الإسرائيلي كياسر عرفات وحسين بن طلال وحسني مبارك وعدد من رؤساء الوزراء الإسرائيليين.
يعمل حاليا للقناة الثانية الإسرائيلية كما يقوم بإعطاء محاضرات حول العالم.
ساهم في تأليف كتاب انتفاضة مع زئيف شيف، كتاب يظهر وقائع الانتفاضة الفلسطينية لعام 87.